# Брай (община)
Брай (нем. Brey) — община в Германии, в земле Рейнланд-Пфальц.
Входит в состав района Майен-Кобленц. Подчиняется управлению Ренс. Население составляет 1564 человека (на 31 декабря 2010 года). Занимает площадь 6,41 км².